# Edző
Az edző, tréner vagy szakvezető többnyire egy sportklub megbízásából tevékenykedik. Nem professzionális szintű mozgás segítéséhez bárki személyi edzőt kérhet fel.
Az edzőképzés speciális sportiskolákban folyik.
Az edző egymaga tudja alkalmazni és alkalmaztatni a különböző taktikákat és stratégiákat. A trénerek nagy része már hivatása előtt is azzal a sporttal foglalkozott, amelyben tevékenykedik, de a jó edzőnek nem csak a sport technikáját kell ismernie. Az ismeretek hatékony átadásához pedagógiai érzékkel kell rendelkeznie, emellett pszichológiai ismeretekre is szüksége van, mivel a versenyekre való felkészülés és a részvétel nem csak testi, hanem lelki igénybevétellel jár a sportoló részéről. Fontos, hogy az ellenfelek gyenge pontját is kiismerje, ezért tájékozódnia kell a mindenkori vetélytársak aktuális képességeit illetően.
Professzionális szinten az edzőt több segítő is támogathatja a munkájában, akiket edzői stábként vagy edzői személyzetként ismernek. Sokszor, a jelentősebb sportcsapatoknál az első számú edzőnek (akit általában vezetőedzőként említenek) kevés dolga van a napi fejlesztéssel, a játéktechnika gyakoroltatásával vagy a leigazolandó új játékosok megtalálásával, ezeket ráhagyva az asszisztensekre, amíg ő a nagyobb feladatokra (pl. a játéktaktika meghatározása) koncentrálhat.
Régebben a játékosok „mesternek” hívták az edzőt, amiben a tanító iránti tisztelet jelent meg.